# Anna Maria Strada
Pour les articles homonymes, voir Strada.
Anna Maria Strada del Pò (*1703 †1775), de Bergame, fut une cantatrice soprano du XVIIIe siècle. Elle est surtout 
remarquable pour avoir été en relation avec Georg Friedrich Haendel pour lequel elle a chanté, à Londres, dans de nombreux opéras.
Selon les témoignages contemporains, elle chantait admirablement, mais était aussi fort laide (on la surnommait "The Pig" à Londres), de traits comme d'expression. Étant à Naples pendant la première partie de sa carrière, elle épousa Aurelio del Pò, directeur de théâtre et librettiste dont la rumeur prétendait qu'il l'avait épousée en compensation de dettes financières importantes qu'il avait auprès d'elle. Aurelio del Pò serait aussi à l'origine de la rupture avec Haendel à qui il aurait demandé des arriérés de cachets astronomiques. 

## Carrière
Au service du comte Colloredo et après des débuts en Italie, incluant notamment des productions à Venise (dans l'opéra La verita in cimento de Vivaldi en 1720 et plusieurs autres œuvres du prêtre roux), à Milan et Livourne, elle vint à Londres après avoir été engagée à Haendel comme cantatrice pour ce qu'on a appelé la Seconde Academy. Elle débuta dans Lotario dans le rôle d'Adelaide, puis fut la prima donna attitrée du compositeur pour tous ses opéras jusqu'en 1737. Haendel la  

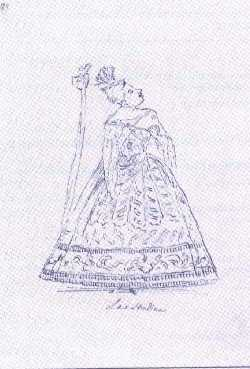
Caricature d' Anna Strada par Antonio Maria Zanetti

fait travailler avec rigueur et elle devient une des meilleures cantatrices d'Europe. 
Elle chanta dans au moins 24 des opéras de Haendel ainsi que dans le ballet Terpsicore, un nouveau prologue ajouté à une version revue de l'opéra Il pastor fido.  Ses rôles incluent le rôle-titre de Partenope, Cleofide dans Poro, Fulvia dans Ezio, Elmira dans  Sosarme, Angelica dans  Orlando, le rôle-titre d' Arianna in Creta, Ginevra dans Ariodante, les rôles titres d' Alcina et Atalanta, Thusnelda dans Arminio , Arianna dans Giustino, et le rôle-titre de Berenice. Elle se produisit aussi dans l'oratorio en anglais Athalia (rôle de Josabeth).
Elle fut la seule cantatrice, parmi la troupe rassemblée par Haendel, à ne pas le quitter pour ses rivaux du Nobility Opera en 1733 ayant déjà, en 1732, refusé l'offre de travailler pour Giovanni Bononcini. Cependant elle quitta Londres en 1738, retourna en Italie où elle chanta encore à Naples et à Turin avant de finalement se retirer à Bergame.